# Jacob Rasmussen
Jacob Vandsø Rasmussen (Odense, 28 maggio 1997) è un calciatore danese, difensore del Salisburgo.

## Biografia
È il figlio di Søren Rasmussen, ex calciatore dell'Odense.

## Carriera

### Club

#### Gli inizi
Rasmussen ha militato nelle giovanili del Næsby, dal 2001 al 2012. È successivamente entrato in quelle dell'Odense, con cui ha firmato un contratto in data 16 ottobre 2012. Il 1º settembre 2014 è stato ceduto ai tedeschi dello Schalke 04.

#### St. Pauli
Il 27 giugno 2016, il St. Pauli ha reso noto d'aver ingaggiato Rasmussen, che ha firmato un contratto quadriennale con la nuova squadra. Il danese ha trovato spazio soltanto nella squadra riserve, militante in Regionalliga: il 31 luglio ha giocato la prima partita, schierato titolare nel 3-1 inflitto allo Germania Egestorf/Langreder. Il 26 novembre successivo, nella sfida di ritorno contro lo Germania Egestorf/Langreder, ha trovato la prima rete per questa squadra, attraverso cui ha contribuito al pareggio esterno per 3-3.
Si è accomodato in panchina in due circostanze, in prima squadra: in occasione della 10ª e della 17ª giornata della 2. Bundesliga 2016-2017, rispettivamente nelle sfide contro Sandhausen e Bochum.

#### Rosenborg
Il 6 gennaio 2017, i norvegesi del Rosenborg hanno annunciato sul loro sito internet di aver ingaggiato Rasmussen, che si è legato al nuovo club con un contratto quadriennale, scegliendo la maglia numero 5.
Il 29 marzo successivo ha effettuato il proprio esordio in squadra, schierato titolare in occasione del Mesterfinalen 2017, che il Rosenborg si è aggiudicato grazie al successo per 2-0 sul Brann. Il 5 aprile ha debuttato in Eliteserien, schierato titolare nella vittoria per 0-3 sul campo del Sandefjord.

#### Empoli
Il 5 luglio 2018, l'Empoli ha reso noto l'ingaggio di Rasmussen, arrivato a titolo definitivo firmando un contratto quadriennale. Esordisce il 12 agosto in Coppa Italia, nella partita col Cittadella, persa per 3-0. Sette giorni dopo esordisce anche in serie A, nella partita col Cagliari vinta per 2-0.

#### Fiorentina e prestiti a Erzgebirge Aue, Vitesse e Feyenoord
Il 31 gennaio 2019 viene acquistato dalla Fiorentina che decide di lasciarlo in prestito all’Empoli fino a giugno.
A fine anno si trasferisce a Firenze, dove tuttavia non trova mai spazio e il 14 gennaio 2020 viene ceduto in prestito all'Erzgebirge Aue, club militante in Zweite Liga, la seconda divisione del campionato tedesco.
Terminato il prestito viene nuovamente ceduto a titolo temporaneo al Vitesse.
Il 30 luglio 2022 viene ceduto in prestito al Feyenoord.

#### Brøndby
Il 14 luglio 2023, Rasmussen fa ritorno in patria, venendo acquistato per circa tre milioni di euro dal Brøndby, con cui sigla un contratto quadriennale.

#### Salisburgo
Il 9 giugno 2025, si trasferisce al Salisburgo, con cui sigla un contratto fino al 30 giugno 2027 scegliendo di indossare la maglia n°2.

### Nazionale
Rasmussen ha rappresentato la Danimarca a livello Under-16, Under-17, Under-18, Under-19 e Under-20. Il 1º giugno 2017, Rasmussen è stato convocato dalla Danimarca under 21 in vista dell'imminente campionato europeo, scelto dal commissario tecnico Niels Frederiksen in sostituzione dell'infortunato Robert Skov.

## Statistiche

### Presenze e reti nei club
Statistiche aggiornate al 25 maggio 2025.
| Stagione         | Club             | Campionato       | Campionato | Campionato | Coppe nazionali | Coppe nazionali | Coppe nazionali | Coppe continentali | Coppe continentali | Coppe continentali | Supercoppe | Supercoppe | Supercoppe | Totale | Totale |
| Stagione         | Club             | Comp             | Pres       | Reti       | Comp            | Pres            | Reti            | Comp               | Pres               | Reti               | Comp       | Pres       | Reti       | Pres   | Reti   |
| ---------------- | ---------------- | ---------------- | ---------- | ---------- | --------------- | --------------- | --------------- | ------------------ | ------------------ | ------------------ | ---------- | ---------- | ---------- | ------ | ------ |
| 2016-gen. 2017   | St. Pauli II     | RL               | 17         | 1          | -               | -               | -               | -                  | -                  | -                  | -          | -          | -          | 17     | 1      |
| 2017             | Rosenborg        | ES               | 10         | 0          | CN              | 2               | 0               | UCL+UEL            | 0+5                | 0                  | SN         | 1          | 0          | 18     | 0      |
| gen.-lug. 2018   | Rosenborg        | ES               | 10         | 0          | CN              | 4               | 0               | UCL                | 0                  | 0                  | SN         | 1          | 0          | 15     | 0      |
| Totale Rosenborg | Totale Rosenborg | Totale Rosenborg | 20         | 0          |                 | 6               | 0               |                    | 5                  | 0                  |            | 2          | 0          | 33     | 0      |
| 2018-2019        | Empoli           | A                | 14         | 0          | CI              | 1               | 0               | -                  | -                  | -                  | -          | -          | -          | 15     | 0      |
| 2019-gen. 2020   | Fiorentina       | A                | 0          | 0          | CI              | 0               | 0               | -                  | -                  | -                  | -          | -          | -          | 0      | 0      |
| gen.-giu. 2020   | Erzgebirge Aue   | 2L               | 14         | 0          | CG              | 0               | 0               | -                  | -                  | -                  | -          | -          | -          | 14     | 0      |
| 2020-2021        | Vitesse          | ED               | 28         | 2          | CO              | 5               | 0               | -                  | -                  | -                  | -          | -          | -          | 33     | 2      |
| 2021-2022        | Vitesse          | ED               | 27         | 0          | CO              | 2               | 0               | UECL               | 10                 | 1                  | -          | -          | -          | 39     | 1      |
| Totale Vitesse   | Totale Vitesse   | Totale Vitesse   | 55         | 2          |                 | 7               | 0               |                    | 10                 | 1                  |            | -          | -          | 72     | 3      |
| 2022-2023        | Feyenoord        | ED               | 10         | 1          | CO              | 1               | 0               | UEL                | 1                  | 0                  | -          | -          | -          | 12     | 1      |
| 2023-2024        | Brøndby          | SL               | 19+10      | 1          | CD              | 4               | 0               | -                  | -                  | -                  | -          | -          | -          | 33     | 1      |
| 2024-2025        | Brøndby          | SL               | 19+9       | 0          | CD              | 6               | 0               | UECL               | 3                  | 0                  | -          | -          | -          | 37     | 0      |
| Totale Brøndby   | Totale Brøndby   | Totale Brøndby   | 38+19      | 1          |                 | 10              | 0               |                    | 3                  | 0                  |            | -          | -          | 70     | 1      |
| Totale carriera  | Totale carriera  | Totale carriera  | 187        | 5          |                 | 27              | 0               |                    | 19                 | 1                  |            | 2          | 0          | 235    | 6      |

## Palmarès

### Competizioni nazionali
- Supercoppa di Norvegia: 2

Rosenborg: 2017, 2018
- Campionato norvegese: 1

Rosenborg: 2017
- Campionato olandese: 1

Feyenoord: 2022-2023